# Пол Ален
Пол Ален (енгл. Paul Allen; Сијетл, 21. јануар 1953 — Сијетл, 15. октобар 2018) био је амерички предузетник који је заједно са Билом Гејтсом 1975. године основао Мајкрософт. У време смрти био је 46. најбогатији човек на свету, процењено је да је имао 20,3 милијарди долара, укључујући 100 милиона долара у акцијама Мајкрософта.
Био је акционар у Дримворкс анимејшну (енгл. Dreamworks Animation) као и власник три спортска клуба у САД, односно тимова „Портланд Трејл Блејзерс“ у НБА кошаркашкој лиги, затим „Сијетл сихокси“ (енгл. Seattle Seahawks) тима америчког фудбала у НФЛ лиги и фудбалског тима „Сијетл саундерси“.

## Детињство, младост и каријера
Рођен је у Сијетлу, у држави Вашингтон 21. јануара 1953. године.. Ален је похађао Lakeside School, једну од приватних школа у Сијетлу, и тамо упознао Била Гејтса који је био скоро 3 године млађи од њега и делио исту страст и ентузијазам према рачунарима. Пошто је на  тесту остварио максималних 1600 бодова, уписао је Државни универзитет у Вашингтону. Касније је убедио Гејтса да се испише са Харварда како би створили Мајкрософт.
Преминуо је у Сијетлу, 15. октобра 2018. године у 65. години живота.

## Мајкрософт
Ален је 1975. године заједно са Билом Гејтсом основао Мајкрософт у Албукеркију, у држави Нови Мексико и почео је да промовише програмски језик BASIC.
Алену је 1982. године дијагностикована Хоџкинов лимфом. Рак је успешно излечен након неколико месеци радио терапије. Ипак, није се вратио у Мајкрософт и почео је да се дистанцира од компаније. Ален је званично поднео оставку на своје место у управном одбору Мајкрософта у новембру 2000. године, али је замољен да остане као консултант у фирми.

## Књиге
Аленови мемоари, Idea Man: A Memoir by the Cofounder of Microsoft, издати су 19. априла 2011. године.

## Албуми
Пол Ален је своју прву електричну гитару добио кад је имао 16 година, и био је инспирисан Џимијем Хендриксом.